# Otto Hirschel
Karl Otto Hirschel (né le 2 juillet 1862 à Francfort-sur-le-Main et mort le 22 septembre 1919 à Friedberg) est un architecte et député du Reichstag.

## Biographie
Otto Hirschel est le fils du mécanicien Johann Philipp Hirschel et de sa femme Anna Magdalena Margaretha née Dietz. Otto Hirschel, qui est protestant, épouse Elise née Neukum.
Hirschel étudie à l'école secondaire et devient architecte; En 1894, il devient directeur de la principale coopérative agricole de la Haute-Hesse et de Friedberg. Il est le rédacteur en chef de la Deutsche Volkswacht. Kampfblatt der rechtsgerichteten Katholiken.
À partir de 1889, il travaille pour le syndicat des agriculteurs de Hesse. En 1891, il fonde l'"Association allemande" antisémite à Francfort.
De 1893 à 1898, il est député du Reichstag pour la 6e circonscription du grand-duché de Hesse (Erbach, Bensheim (de), Lindenfels (de), Neustadt im Odenwald (de)) avec le Parti allemand de la réforme De 1902 à 1908, il est également membre de la seconde chambre des États du Grand-Duché de Hesse en tant que représentant de la 6e circonscription électorale de Haute-Hesse (Grünberg).